# Lutz Heßlich
Lutz Heßlich (Ortrand, 17 januari 1959) is een voormalig Oost-Duits wielrenner.
Heßlich won in 1980 en 1988 olympisch goud op de sprint. Aan de Olympische Zomerspelen 1984 nam Heßlich niet deel vanwege de boycott door het Oostblok. Heßlich won viermaal de wereldtitel op de sprint bij de amateurs. Heßlich maakte nooit de overstap naar de profs. 

## Resultaten
| Jaar | WK     | Olympische Zomerspelen |
| ---- | ------ | ---------------------- |
| 1977 | sprint |                        |
| 1979 | sprint |                        |
| 1980 |        | sprint                 |
| 1981 | sprint |                        |
| 1982 | sprint |                        |
| 1983 | sprint |                        |
| 1985 | sprint |                        |
| 1986 | sprint |                        |
| 1987 | sprint |                        |
| 1988 |        | sprint                 |

1896: Paul Masson ·
1900: Albert Taillandier ·
1920: Maurice Peeters ·
1924: Lucien Michard ·
1928: Roger Beaufrand ·
1932: Jacques van Egmond ·
1936: Toni Merkens ·
1948: Mario Ghella ·
1952: Enzo Sacchi ·
1956: Michel Rousseau ·
1960: Sante Gaiardoni ·
1964: Giovanni Pettenella ·
1968: Daniel Morelon ·
1972: Daniel Morelon ·
1976: Anton Tkáč ·
1980: Lutz Heßlich ·
1984: Mark Gorski ·
1988: Lutz Heßlich ·
1992: Jens Fiedler ·
1996: Jens Fiedler ·
2000: Marty Nothstein ·
2004: Ryan Bayley ·
2008: Chris Hoy · 
2012: Jason Kenny · 
2016: Jason Kenny · 
2020: Harrie Lavreysen · 
2024: Harrie Lavreysen